# 西鉄高速バス

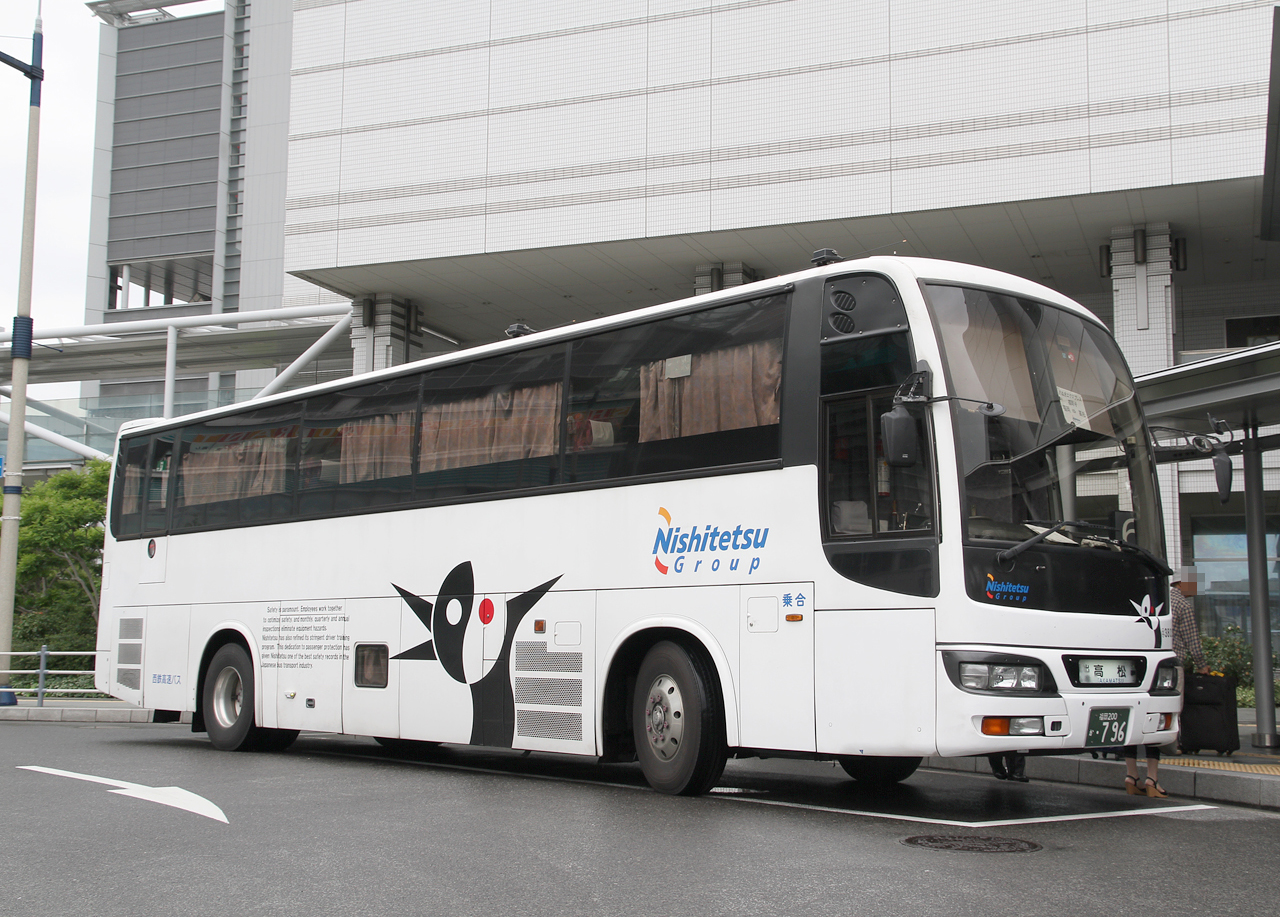
夜行高速路線用車両

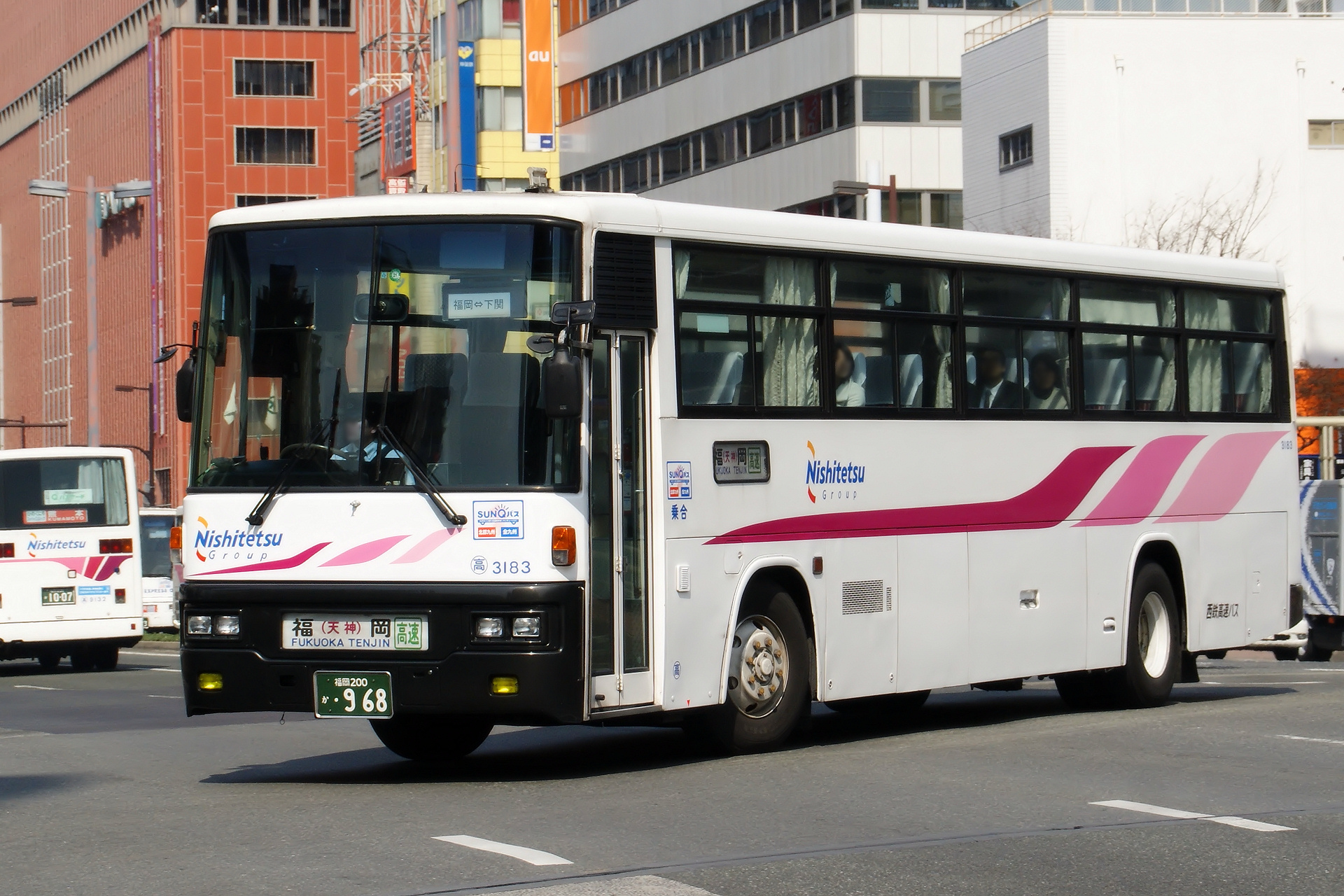
高速バス（ふくふく天神号）

西鉄高速バス株式会社（にしてつこうそくバス）は、かつて福岡県福岡市に本社を置き、主に高速バスの運行を手がけた西鉄グループの路線バス事業者である。西日本鉄道により吸収合併され解散した現在でも、西鉄グループが運行する高速バスを西鉄高速バスと言う。例として、天神地区を運行中の一般路線バスでは、天神高速バスターミナルでの高速バスへの案内をした際、「便利で快適な西鉄高速バスをご利用ください。」とアナウンスがある。
なお、本項では同社の概要とともに、西鉄グループの高速バス事業全般について説明する。

## 概要
西日本鉄道（西鉄）の高速バスは、福岡市天神の西鉄天神高速バスターミナルを拠点に路線網を広げており、主に九州内他事業者と共同運行の昼行路線のほか大阪や東京などを結ぶ本州方面への夜行バスも運行している。
西鉄高速バスは西日本鉄道自動車部門の高速バス組織を分社化して発足したものであり、「高速バス専業の路線バス会社」である。営業面では西鉄高速バス発足直後に近距離昼行路線（西鉄本体の路線を含む）の運賃（片道）を1000円・1500円・2000円と行ったわかりやすい定額に値下げする、福岡 - 熊本線で大幅な増便に踏み切るなどの積極策をとった。これに対してJR九州が九州新幹線または都市間特急が利用できる特別企画乗車券を発売するなど、両者は競合関係にある。運賃面では一部路線を除いて再値上げとなっており、近年では共同予約サイト「楽バス」や共同乗り放題切符「SUNQパス」の構築などソフト面の強化に注力している。
2012年7月に国土交通省の高速乗合バス制度改正により、事業者が需要に応じて運賃を柔軟に設定することや、航空業界で主流の「早割」の導入などが可能となったことを受け、2013年度中に福岡・天神と西日本の地方都市を結ぶ高速バス路線3～4本の開設を検討している、と報じられ、「ユニバーサル・スタジオ・ジャパン線」や「博多・フジヤマ Express」などの路線開拓を行ったが、いずれも運行規模を縮小または路線の休廃止を行っている。
2018年8月2日、親会社である西日本鉄道が西鉄高速バスを2019年4月1日付けで吸収合併し、同社を解散することを発表した。高速バス事業を福岡地区と北九州地区で事業分割し、福岡地区における高速バス事業を西日本鉄道本社が継承、北九州地区における高速バス業務は西鉄バス北九州に吸収分割された。

## 沿革
主に西鉄高速バスの沿革についてを記す。
- 2000年
  - 4月6日： 西鉄高速バス設立。
  - 7月1日： 西日本鉄道から福岡 - 佐世保線（させぼ号）・福岡 - 伊万里線（いまり号）・福岡 - ハウステンボス線（ハウステンボス号）の運行を移管。
  - 7月20日： 西日本鉄道から北九州（小倉） - 久留米線の運行を移管。
- 2001年
  - 1月21日： 西日本鉄道から高速バス11路線の管理委託と福岡・北九州の両高速自動車営業所の管理を受託。
  - 3月1日： 福岡 - 下関間に「ふくふく天神号」運行開始（サンデン交通と共同運行）。
- 2002年3月31日： 福岡 - ハウステンボス線廃止。
- 2003年
  - 3月31日： 福岡 - 伊万里線の運行から撤退（昭和バス単独運行に）。
  - 7月19日： 北九州（小倉） - 小野田・宇部線を1年間の試験運行として運行開始（サンデン交通と共同運行）。
- 2004年
  - 1月18日： 北九州（小倉） - 小野田・宇部線の運行から撤退（サンデン交通単独で試験運行続行→同年7月より正式運行に）。
  - 3月20日： 福岡 - 鳥栖線運行開始（鳥栖支社を新設し西鉄バス佐賀へ管理委託）。
  - 10月17日： 福岡 - 鳥栖線路線廃止（鳥栖支社廃止）。
  - 10月23日： 福岡 - 鳥栖線を引き継ぐ形で、福岡 - 鳥栖プレミアム・アウトレット線（西鉄高速バス直営路線）を土日祝日運行の臨時高速バスとして運行開始。
- 2005年7月： 福岡 - 大分線（とよのくに号）の4乗番を西鉄観光バスに移管。その後2006年1月に残りを管理委託先変更の形で西鉄観光バスが全便担当するようになる。
- 2007年7月1日： 九州・山口県外初の直営路線として福岡 - 高松線（さぬきエクスプレス福岡号）を運行開始。
- 2008年
  - 4月1日： 一部の近距離路線で運賃を100円から200円値上げ。
  - 6月6日： 福岡 - 松山線（道後エクスプレスふくおか号）を運行開始。
- 2009年9月頃： 福岡 - 鹿児島線（桜島号）の夜行便を当社直営として移管（昼行便は従来通り西鉄本体が担当）。
- 2010年
  - 4月1日： 福岡 - 松山線（道後エクスプレスふくおか号）の運行から撤退（新たに伊予鉄南予バスが参入し伊予鉄バスとの共同運行に）。
  - 7月16日： 福岡 - 三重線（お伊勢さんエクスプレス福岡号）を運行開始。
  - 10月頃： 福岡 - 大分線（とよのくに号）の4乗番を西鉄観光バスから再移管。残り分（西鉄本体運用分(ノンストップ系統を除く)）についても西鉄観光バスの管理委託から当社に移管・譲渡された形となり全便が当社の担当となる。
- 2011年
  - 4月13日： 福岡 - 宮崎線「フェニックス号」に従来の西鉄本体運用分とは別に直営便として新規参入。
  - 11月14日： 福岡 - 三重線の運行日を週末と繁忙期に限定化[3][4]。
  - 11月21日： 北九州（小倉） - 久留米線の運行を西日本鉄道の管理委託に変更。
  - 12月8日： 福岡 - 横浜・池袋・大宮線（「Lions Express」ライオンズエクスプレス）を運行開始[5][6]。
- 2013年4月1日
  - 福岡 - 三重線の運行から撤退（繁忙期以外週4便 → 週3便に減便し、三重交通の単独運行となる）。※路線自体も2014年1月5日福岡出発便をもって廃止。
  - 福岡 - 宮崎線の西鉄本体担当分と、福岡 - 鹿児島線の昼行便を直営便として移管（ただし１往復ずつ本体担当便を残している）により、南九州2路線は夜行便を含むほとんどの便が当社の担当となる。
  - 福岡 - 大分線（スーパーノンストップ系統）と福岡 - 佐世保線の運行を当社直営から当社管理委託路線に変更し、運営を西鉄本体へ移管。
- 2014年
  - 7月18日： 福岡・北九州 - ユニバーサル・スタジオ・ジャパン線を運行開始[7]。西鉄本体の運行。
  - 8月2日： 福岡・北九州 - 静岡・富士山・富士急ハイランド線（「博多・フジヤマ Express」）を運行開始[8]。西鉄本体と富士急山梨バスの共同運行。
  - 12月16日： 福岡・北九州 - ユニバーサル・スタジオ・ジャパン線を廃止。 本来は12月17日まで運行予定だったが、降雪による運休（12月17日及び18日）のため16日が最終日となった。代わりに、12月19日よりムーンライト号がユニバーサル・スタジオ・ジャパンに停車。
- 2015年
  - 5月16日： 利用者の伸び悩みを理由に、この日をもって福岡 - 横浜・池袋・大宮線（「Lions Express」ライオンズエクスプレス）の運行を休止[9][10][11]。
  - 7月17日： 福岡 - 北九州空港間の「福北リムジンバス」を運行開始[12]。
  - 7月25日： 西鉄高速バス株式会社本社・福岡支社を那の津3丁目8番15号へ新築移転[注釈 1]。
- 2016年4月22日： 西鉄高速バス単独による「福岡 - 延岡・宮崎線」（夜行便）[13] を運行開始。
- 2018年4月1日
  - さぬきエクスプレス福岡号から撤退。
  - 博多フジヤマExpressが運行終了。
- 2019年4月1日：親会社である西日本鉄道により、西鉄高速バスを事業分割した上で吸収合併・解散。福岡地区の高速バス事業を西日本鉄道本体が継承、北九州地区の高速バス事業を西鉄バス北九州に移管[2]。

## 営業所（車庫）所在地
- 本社および福岡支社（2019年4月1日からは西日本鉄道福岡高速自動車営業所）【表記＝○高】※西鉄観光バス・本社及び福岡支社併設
  - 福岡県福岡市中央区那の津3丁目8番15号
  - 最寄停留所：「那の津三丁目」
  - 2015年7月25日に中央区那の津4丁目3番22号（西鉄エム・テック那の津工場に併設）から現在地へ移転。移転に際し第一駐車場は西鉄エム・テックに移管、第二駐車場は一般路線バスの待機場として移管されている。
- 北九州支社 （2019年4月1日からは西鉄バス北九州・北九州高速自動車営業所）【表記＝○北高】
  - 福岡県北九州市小倉北区砂津1丁目1番10号（西鉄バス北九州本社・小倉自動車営業所に併設）
  - 最寄停留所：「砂津」（砂津・チャチャタウン前）

## 会社解散時点における運行に関与していた路線
路線としては、西鉄高速バス直営の路線（西日本鉄道から運行移管した路線、あるいは西鉄高速バス発足後に出来た路線）と、西日本鉄道からの管理委託路線があった（九州 - 本州間の夜行高速バスは管理委託対象外）。現在は全て西日本鉄道本体直営路線となっている。
なお、西日本鉄道本体の直営路線の中には一部の便を他の西鉄グループのバス会社（地域分社）や亀の井バスに管理委託している路線もある。<>内は共同運行会社、《 》は一部便をグループ各社に管理委託する。

### 西鉄高速バスの直営路線

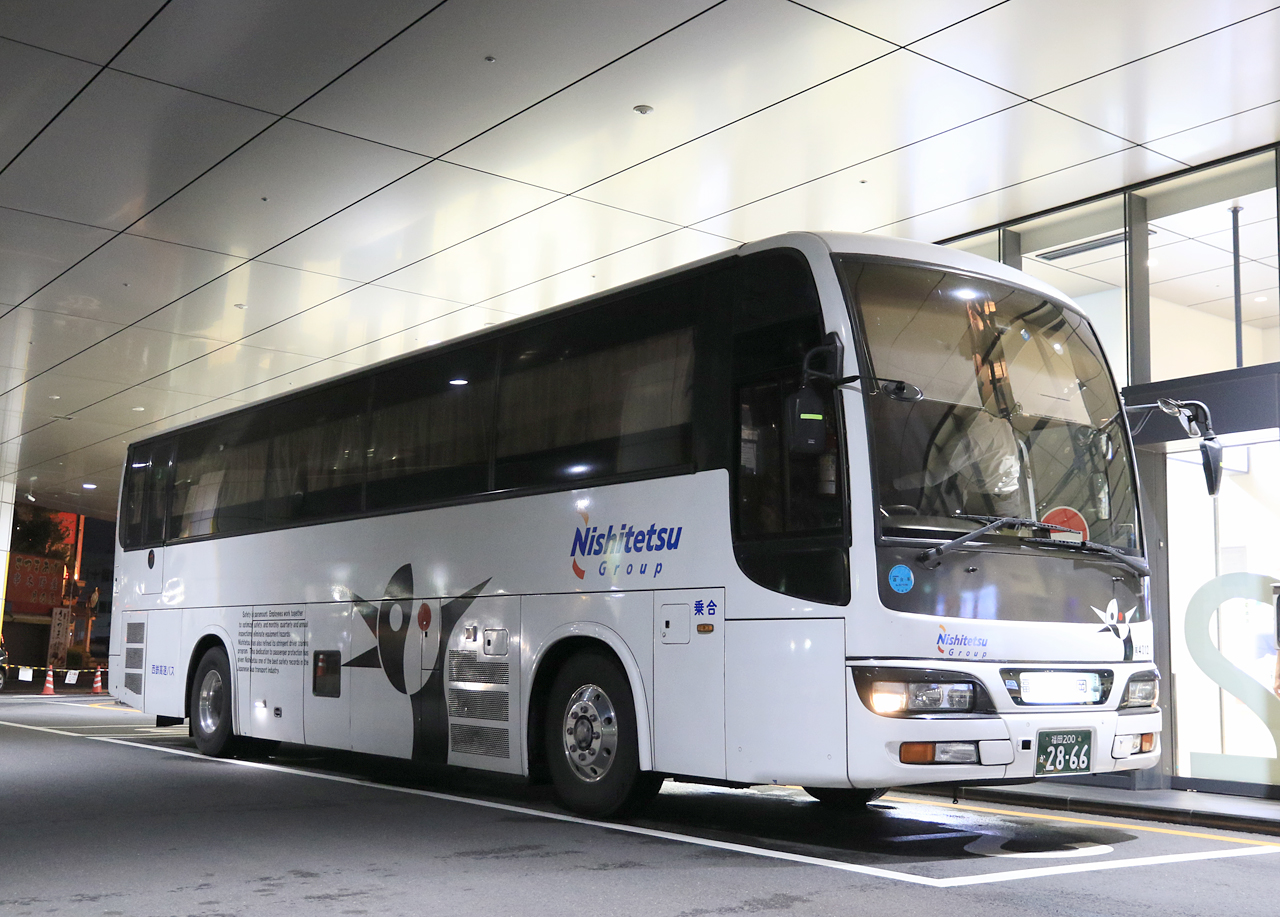
桜島号（夜行便）

- 福岡 - 下関 「ふくふく号」 <サンデン交通>
- 福岡 - 鹿児島 「桜島号」（1往復を除く） <南国交通・鹿児島交通・鹿児島交通観光バス・JR九州バス>
- 福岡 - 鳥栖線（土・休日のみ運行） 《西鉄バス佐賀》
西鉄天神高速バスターミナル - 鳥栖プレミアム・アウトレット
- 福岡 - 宮崎 「フェニックス号」（1往復を除く） <宮崎交通・九州産交バス・JR九州バス>
- 福北リムジンバス 《北九西鉄タクシー》
  - 天神発：天神（バスターミナル前・1C）→博多駅前（A）→博多駅筑紫口 - 北九州空港
  - 北九州空港発：北九州空港→直方PA→若宮IC→上の府太郎丸→御幸町→呉服町→博多駅前（A）→天神

2015年7月17日運行開始。福岡県から業務委託を受けて運行する[12]。天神発が1本（3時台発）、北九州空港発が3本（22 - 24時台発）の変則的なダイヤで、北九州空港の早朝・深夜便に対応している。2018年7月より北九州空港発の停留所を増やす一方、運賃を1000円から2000円に値上げし、一部の便を中型車で運行する[注釈 2] などの改正を行った。
- 福岡 - 湯布院「ゆふいん号」 <亀の井バス・日田バス>
- 福岡 - 延岡・宮崎線（夜行便） <宮崎交通>

### 西日本鉄道からの管理委託路線
車両は西鉄本体が保有し、乗務員は西鉄高速バスの所属だった。
- 福岡 - 佐世保・ハウステンボス「させぼ号」 <西肥自動車>
- 福岡 - 大分 「とよのくに号」（スーパーノンストップ便のみ） <大分交通・大分バス>
- 福岡 - 熊本「ひのくに号」<九州産交バス>
- 福岡 - 北九州「なかたに号・ひきの号・いとうづ号」（北九州側のみ）
- 福岡空港 - 小倉

### 運行支援
西鉄では運行をしない（いずれも過去に運行していたが撤退）が、発券および運行支援業務を行うバス路線。
- 福岡・北九州 - 松山「道後エクスプレスふくおか」（運行：伊予鉄バス・伊予鉄南予バス・瀬戸内運輸）
- 福岡・北九州 - 米子・倉吉・鳥取「大山号」（運行：日本交通 (鳥取)・日ノ丸自動車）
- 北九州 - 長崎「出島号」（運行：長崎県交通局）
- 福岡・北九州 - 坂出・丸亀・高松 「さぬきエクスプレス福岡」 （運行：四国高速バス）

西鉄高速バス運行分は北九州支社の運行。
福岡支社の夜行用の車両を使用して砂津で乗務員を交代する形で全区間北九州支社の乗務員が担当した。全便座席指定制にて夜行一日一往復により2007年7月1日から運行を開始。1999年5月に西日本鉄道がはりまや号の運行から撤退して以来、西鉄グループの高速バスとしては8年ぶりに四国に乗り入れる路線となっていた。当初は2008年1月31日までの7ヶ月間の試行運行だった が、利用好調を受けて試行運行終了後に本格運行に移行した 経緯がある。2014年9月1日までは、西鉄高速バス運行便に限り、軽食サービスとして大塚製薬のSOYJOYとポカリスエットが配られていた。2017年10月6日福岡発便（高知発便は10月5日）をもってとさでん交通のはりまや号廃止に伴い同年10月10日から黒潮エクスプレスとの乗継制度を導入した。2018年3月31日の運行をもって西鉄が運行から撤退。四国高速バスの単独運行となり、一部停留所（黒崎IC（引野口）・砂津）への停車も廃止。

## 過去に運行していた高速バス路線

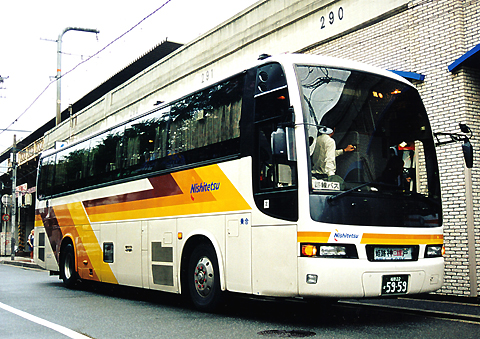
西日本鉄道「山笠号」用車両

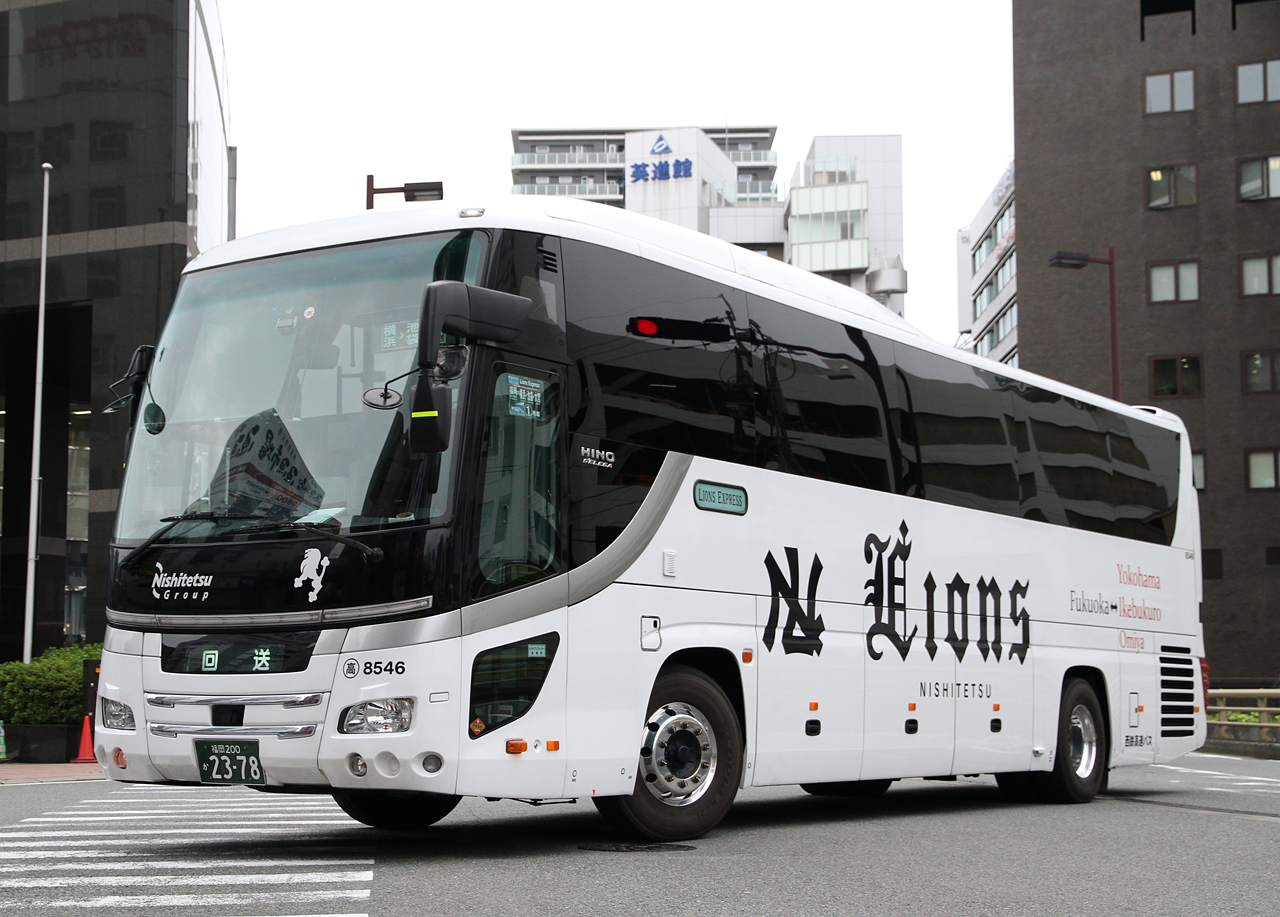
ライオンズエクスプレス

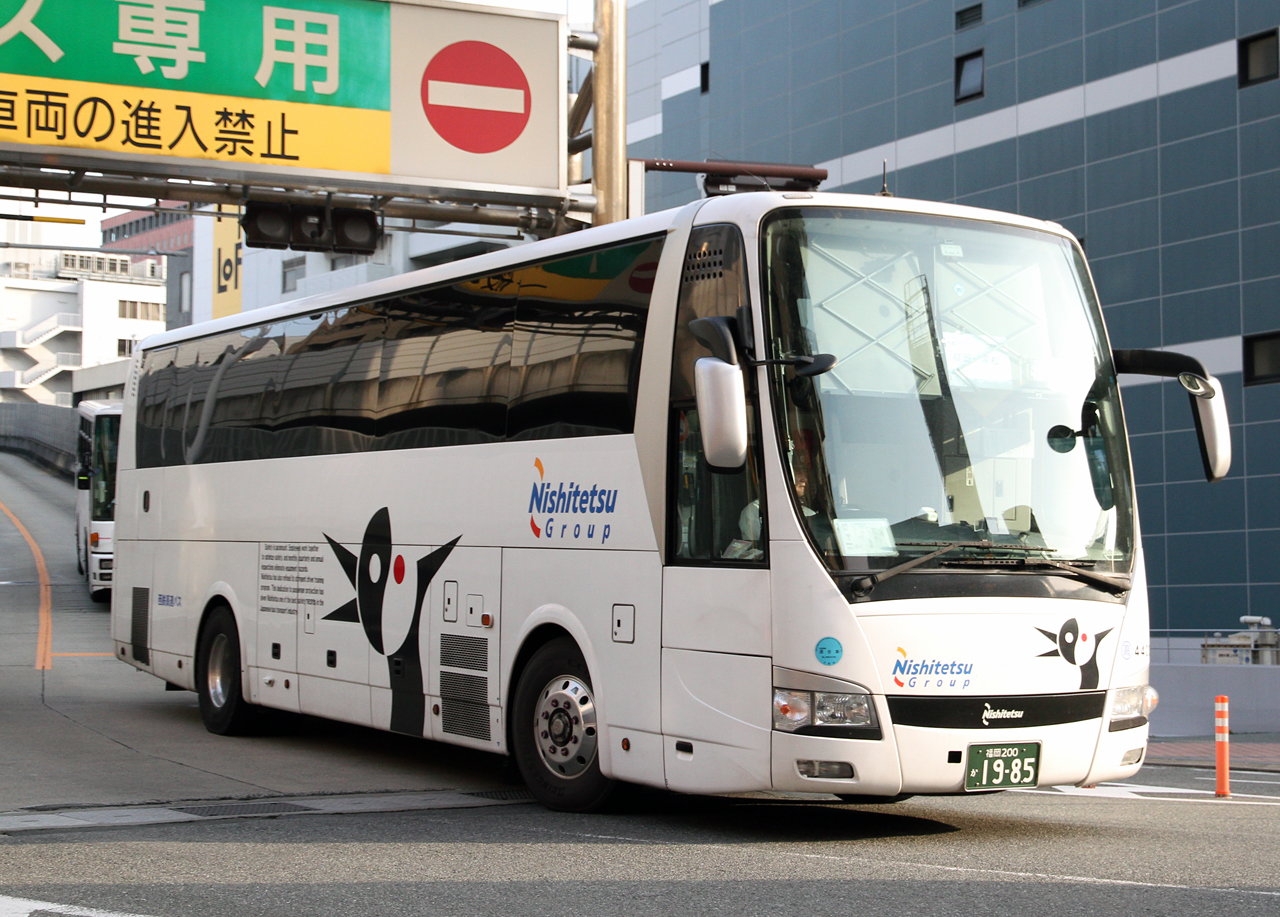
さぬきエクスプレス福岡号

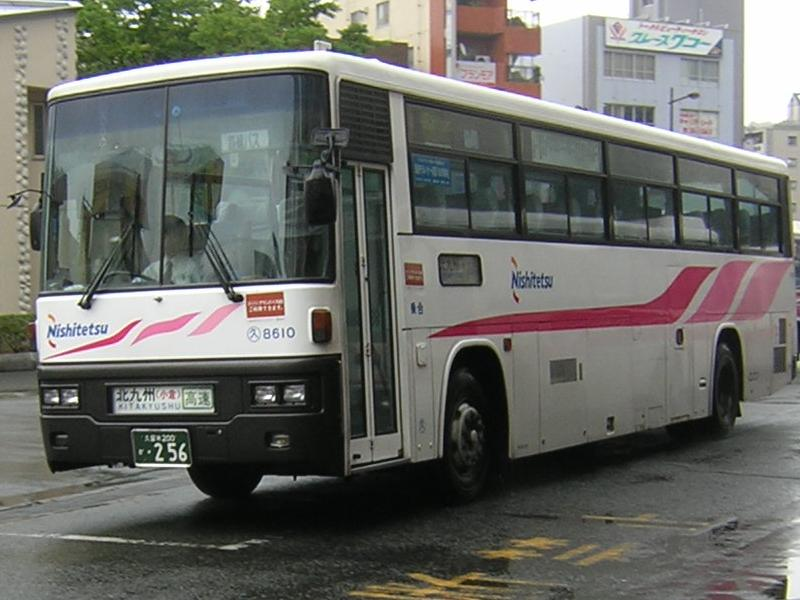
北九州～久留米線（西鉄バス）

この項については関与しない路線も含む。※*印は、路線自体は現存しているが、西鉄が運行から撤退した路線（撤退後も引き続き発券業務を行っている路線は除く）。<>内は共同運行会社。
- 福岡 - 小倉【ひびき号】※スーパーノンストップ（福岡市内 - 北九州市内間無停車）
- 福岡 - 門司
- 福岡 - スペースワールド・戸畑・若松
- 福岡空港 - 戸畑渡場・若松
- 福岡 - 吉井(営)・浮羽
- 福岡 - 行橋・豊前・中津 ※福岡 - 行橋間は現存
- 福岡 - 鳥栖
- 福岡空港 - 鳥栖
- 小倉 - 荒尾・大牟田
- 小倉 - 佐賀【かささぎ号】
- 福岡 - 多久・伊万里【いまり号】<昭和自動車> ※昭和自動車は運行ルートを変更し運行継続
- 福岡・福岡空港 - 武雄・鹿島・祐徳稲荷 <祐徳自動車>【かしま号】
- 福岡 - 諫早・雲仙【雲仙号】<長崎県交通局>
- 福岡 - 長崎オランダ村【ウィンドミル号】<長崎自動車>
- 福岡・福岡空港 - 山鹿
- 唐津・嬉野 - 佐賀 - 熊本【おおあそ号】<九州産業交通・祐徳自動車・昭和自動車>
- *大分 - 長崎【サンライト号】<長崎県交通局・長崎自動車・日田バス・大分交通・大分バス・亀の井バス>[注釈 3]
- 北九州 - 佐世保【九十九島号】<西肥自動車>
- 北九州 - 鹿児島【隼人号】<鹿児島交通・南国交通・林田バス>
- 北九州 - 秋芳洞【あきよし号】
- 福岡 - 広島【ミリオン号】<広島電鉄>
- 福岡・北九州 - 姫路・神戸【山笠号】<神姫バス>
  - 1990年3月4日 運行開始。
  - 1997年 山陽自動車道全通に伴い、同道経由に変更。
  - 1999年6月30日 運行休止。後に廃止。
- 荒尾・大牟田・久留米・飯塚・直方 - 大阪【ちくご号】<阪急バス>
- 唐津・多久・佐賀 - 大阪【サガンウェイ号】<昭和自動車・阪急バス>
- 荒尾・大牟田・久留米・北九州 - 名古屋【玄海号】<名古屋鉄道>
- 福岡・北九州 - 枚方・京都【きょうと号】<京阪バス> ※代替措置としてムーンライト号を京都まで路線延長
- 福岡・北九州 - 神戸・USJ・大阪・京都【ムーンライト号】<阪急バス>
- 福岡・北九州 - 天理・奈良【やまと号】<奈良交通>
- 福岡・北九州 - 金沢【加賀号】<北陸鉄道>
- 福岡空港 - 直方
- 北九州 - 直方 - 飯塚【コスモス】※九州道を通らないために愛称を廃止して特急に種別変更し運行継続
- 福岡 - 山鹿・菊池 <九州産交バス・熊本電気鉄道>
- *下関・門司 - 北九州空港線 <サンデン交通>
- 福岡 - 臼杵・津久見・佐伯【日豊海岸 くろしお号】<大分バス>
  - 2009年12月4日から2010年8月29日（期間中の金曜日・土曜日・日曜日・祝日および2009年12月29日から12月31日までと、2010年5月6日、2010年8月12日）の期間限定運行[16][17]。
  - 2010年12月23日から2011年1月10日（12月27日・28日、1月4日から6日は除く）に限り運行再開。
- 福岡・北九州 - 四日市・鈴鹿・津・松阪・伊勢・鳥羽 【お伊勢さんEXPRESS福岡号】 <三重交通>
- 福岡・北九州 - ユニバーサル・スタジオ・ジャパン線
- 福岡 - 横浜・池袋・大宮 「Lions Express（ライオンズエクスプレス）」 <西武観光バス>
- 福岡・北九州 - 出雲・松江「出雲路号」<一畑バス・中国JRバス>[注釈 4]

- 北九州 - 久留米線 《西鉄バス久留米》

座席定員制で予約は受け付けていない（満席の場合は乗車できない）。廃止時点では1日2往復運行で、全区間の所要時間は約1時間55分。
西日本鉄道の運行だが、全便を西鉄バス久留米・京町支社（京町第二自動車営業所）が担当。ハイデッカーまたはスタンダードデッカー4列シート、トイレなし車が使用されていた。過去にはひのくに号から転用されたトイレ付き車両が一部で使用されていたが、のちに廃車となった。
- 1982年4月25日 - 運行開始。
- 2000年7月1日 - 運賃1,500円以上の区間の運賃を1,500円に値下げ。久留米～小倉間の片道運賃は2,400円→1,500円、往復運賃は4,300円→2,700円となる。
- 2008年4月1日 - 燃料高騰への対応措置として運賃1,500円の区間の運賃を1,700円（往復3,050円）に値上げ。
- 2011年7月20日 - 久留米市内の経路を変更し、新たに市役所前（久留米市）・縄手を停車地に追加。また、久留米方面の行先はすべて縄手行きとなった。　
- 2011年11月21日 - 運行会社を全便西日本鉄道（西鉄）に変更、それにともない1日12往復から8往復に減便。　
- 2013年4月1日 - 1日8往復から2往復に減便。
- 2015年8月1日 - 北九州高速自動車営業所運行便が京町第二自動車営業所に移管。
- 2016年3月25日 - 運行終了。コスト削減にもかかわらず収支改善が見込めなかったため。

運行経路は以下の通り。太字は停車停留所。
- 砂津・チャチャタウン前 - 小倉駅前 - 平和通り - 三萩野 - 紫川ランプ - （都市高速4号線） - 黒崎IC引野口 - 高速千代ニュータウン - 八幡IC - （九州自動車道） - 直方PA - 若宮IC - 高速青柳 - 高速立花山 - 福岡IC - 高速須恵 - 高速宇美 - 太宰府IC - 筑紫野（二日市温泉入口） - 高速基山 - 高速宮の陣 - 久留米IC - 東合川商工団地 - 百年公園前 - 西鉄久留米バスセンター（西鉄久留米駅） - 六ツ門 - 市役所前 - JR久留米駅 - 縄手

クローズドドアシステムを採用しており、砂津 - 三萩野間および東合川商工団地 - JR久留米駅間のみの利用不可となっていた（福岡空港 - 久留米線では久留米市内のみの利用も可能）。なお、福岡IC・高速須恵・太宰府ICには本路線のみが停車していた。
小倉駅ではコレット井筒屋（旧伊勢丹）前発、小倉駅バスセンター着。黒崎IC引野口では黒崎ICから一般道に出た引野口バス停に停車。
西鉄久留米では1番乗り場に発着。JR久留米駅では駅前バスロータリー5番のりばから出発し、駅から横断歩道を渡ったところにある降車場に到着していた。縄手では京町営業所内のバス停に停車。
- 福岡・北九州 - 高知【はりまや号】<とさでん交通>
  - 1999年西鉄撤退。2017年10月6日福岡発便をもって路線廃止
- 福岡・北九州 - 静岡・富士急ハイランド・河口湖【博多・フジヤマExpress】<富士急山梨バス>
  - 2014年8月2日運行開始。2018年3月31日発便をもって路線廃止
- 北九州 - 熊本【ぎんなん号】<九州産交バス>
  - 2010年3月末で西鉄撤退。2018年11月30日をもって路線休止